# 常州市职工大学
常州市职工大学是中华人民共和国的一所已不存在的公办省属成人高等学校，校址在江苏省常州市，有城中校区和城北校区。
学校与南京工业大学、扬州大学、江苏石油化工学院、南京师范大学联合办学。
2015年2月6日，江苏省人民政府正式批准成立江苏城乡建设职业学院，同日撤消江苏省常州建设高等职业技术学校和常州市职工大学的建制。

## 专业设置
建筑、会计、计算机、建筑、机电等类。